# 象 (小説)
『象』（原題：Elephant）は、アメリカの小説家レイモンド・カーヴァーの短編小説。

## 概要
『ザ・ニューヨーカー』1986年6月9日号に掲載された。1988年5月刊行の精選作品集『Where I'm Calling From: New and Selected Stories』（アトランティック・マンスリー・プレス）と1988年8月4日刊行の短編集『Elephant and Other Stories』（コリンズ・ハーヴィル社）に収録された。
日本語版は『新潮』1988年5月号が初出。翻訳は村上春樹。村上が独自に編纂した単行本『ささやかだけれど、役にたつこと』（中央公論社、1989年4月20日）および、『THE COMPLETE WORKS OF RAYMOND CARVER 6　象／滝への新しい小径』（同社、1994年3月7日）に収録された。全集第6巻はその後「村上春樹翻訳ライブラリー」シリーズでは、『象』（中央公論新社、2008年1月10日）と『滝への新しい小径』（同社、2009年1月10日）の2冊に分かれて出版された。
なお「全集」版と「村上春樹翻訳ライブラリー」版とでは、語り手の一人称代名詞が異なる。前者は「僕」だが、後者は「私」である。
タイトルは語り手が見た夢の光景からとられている。「私は両手を放し、横に広げた。そしてバランスを取るためにずっとそのままの格好でいた。父さんは私を肩車したまま歩き続けた。私は象に乗っているつもりだった」

## あらすじ
弟に金を渡したりしちゃいけないということはちゃんとわかっていた。でも弟から家のローンが払えないんだと言われたら、知らん顔はできない。弟は去年の7月から失業していた。彼の働いていたグラス・ファイバー断熱材を作る会社が従業員を200人レイオフしたのだ。そして「私」はこの3年というもの、月に一度母親に仕送りを続けていた。そのほかに別れた女房にも月々送金しなくてはならなかった。裁判所でそう決められたのだ。それからベリンガムに娘がいた。二人の子持ちだったが、そっちにも金を送らなければならなかった。
娘はよく手紙を書いてきた。私も子供たちもオートミールで命をつないでいます云々、と。もちろん娘と同居している男だって飢えていたはずだが、手紙には男の名前はなかった。出さないほうが賢明だと娘にはわかっていたらしい。
息子もまた金を必要としていた。ハイスクールを卒業すると、彼は荷物をまとめて家を出て、東部の大学に行った。よりによってなんとニュー・ハンプシャーの大学に。